# Antonio Ascari
Antonio Ascari, italijanski dirkač, * 15. september 1888, Mantova, Lombardija, Italija, † 26. julij 1926, Montlhéry, Francija. 
Antonio Ascari se je rodil 15. septembra 1888 v italijanskem mestu Mantova kot sin trgovca s koruzo. Dirkati je začel leta 1919 s predelanim Fiatom letnik 1914. Skupaj s Enzom Ferrarijem je nastopil na prvi dirki Targa Florio po prvi svetovni vojni, leta 1919, toda zaradi trčenja sta odstopila. Podobno se mu je zgodilo tudi v letih 1920 in 1921, leta 1922 pa je zasedel četrto mesto. Naslednje leto 1923 je z Alfo Romeo Vittoria Janoja po tesnem boju zasedel drugo mesto, zmagal pa je moštveni kolega pri Alfi Romeo, Ugo Sivocci. V sezoni 1923 je dosegel tudi svojo prvo pomembnejšo zmago na dirki Velika nagrada Cremone 1923. Na isti dirki Velika nagrada Cremone je zmagal tudi v naslednji sezoni 1924 z dirkalnikom Alfa Romeo P2, ko je dobil tudi domačo dirki za Veliko nagrado Italije, kar je njegova prva zmaga na dirkah najvišjega tipa Grandes Épreuves. 
Sezona 1925 se je za Ascarija začela odlično, saj jo je začel z zmago na dirki za Veliko nagrado Belgije, med postankom v boksih pa si je lahko privoščil celo malico in pijačo. Toda na dirki za Veliko nagrado Francije na dirkališču Autodrome de Linas-Montlhéry, kjer je bil v vodstvu, se je v starosti šestintridesetih let smrtno ponesrečil. Za sabo je pustil ženo z dvema otrokoma; eden od njiju je Alberto Ascari, dvakratni prvak Formule 1, ki se je tudi smrtno ponesrečil v isti starosti. Antonio Ascari je pokopan na milanskem pokopališču Cimitero Monumentale.